# Papillote

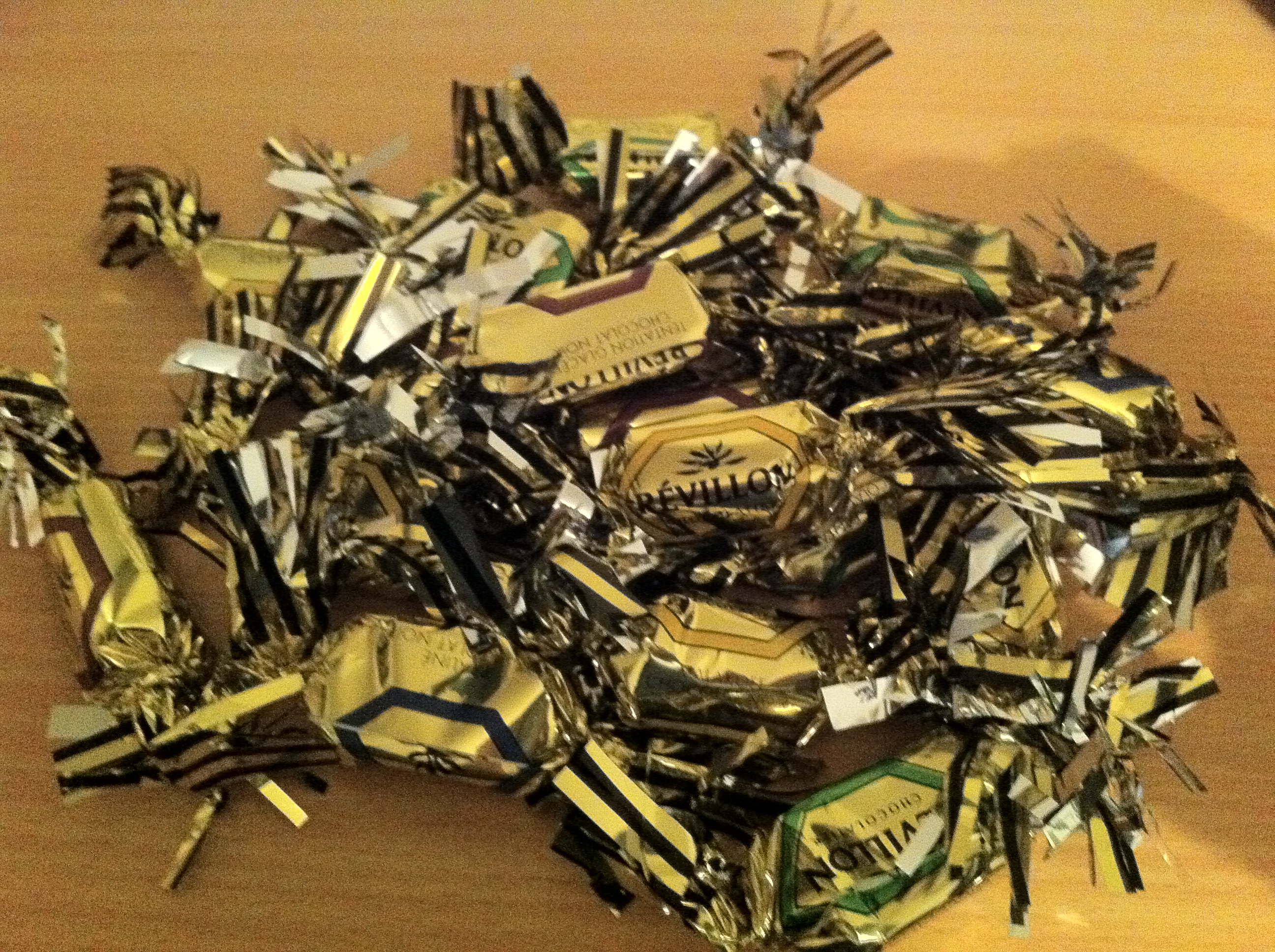
Papillotes en vrac (de la marque Révillon).

Pour les articles homonymes, voir Papillote (homonymie).
La papillote (API : [pa.pi.jɔt] ) est un chocolat accompagné d'un papier portant un message, le tout enveloppé dans un emballage doré ou argenté. Cette friandise, originaire de la région lyonnaise, se consomme principalement pendant les fêtes de Noël.
Traditionnellement, la papillote est ainsi composée : un papier extérieur : brillant, découpé en petites lamelles étincelantes ; une devinette, une blague, une citation amusante et/ou un pétard et une friandise, parfois une pâte de fruits, mais plus généralement du chocolat.
G. Lenotre dans Vieilles maisons, vieux papiers écrit qu'Anne-François-Joachim Fréville est l'initiateur de la poésie des confiseurs. Depuis c'est une tradition et les papillotes ont une place de choix sur la table des Lyonnais autour de Noël.

## Cuisine
Le mot « papillote » est repris en cuisine, pour indiquer que l'aliment est recouvert hermétiquement d'une feuille d'aluminium ou de papier sulfurisé pour la cuisson.

## Légende
La légende veut que les papillotes soient nées à Lyon (dans le quartier des Terreaux) à la fin du XVIIIe siècle, quand le jeune commis d'un confiseur eut l'idée, pour charmer sa belle qui travaillait à l'étage au-dessus, d'envoyer ses petits mots d'amour enveloppés autour d'une confiserie.
La légende propose deux fins. Monsieur Papillotin, le patron du commis, l'aurait surpris puis renvoyé mais, ayant trouvé l'idée des plus intéressantes, il aurait décidé de la mettre à profit : la papillote était née; le commis épousa sa belle, qui n’était autre que la nièce de sieur Papillotin.